# Michail Nikititj Muravjov
Michail Nikititj Muravjov (ryska: Михаил Никитич Муравьёв) , född 5 november (gamla stilen: 25 oktober) 1757 i Smolensk, död 10 augusti (gamla stilen: 29 juli) 1807 i Sankt Petersburg, var en rysk furste och ämbetsman.
Muravjov blev 1785 guvernör för storfurstarna Alexander (sedermera tsar Alexander I) och Konstantin, 1796 kurator för Moskvauniversitetet, 1800 senator, 1801 sekreterare i kejserliga kabinettet för böneskrifters mottagande och 1802 adjoint i undervisningsministeriet. Efter hans död utgavs hans för storfurstarnas undervisning skrivna arbeten Opijtij (tre band, 1810) och dess supplement Emiljevij pisma (1815), båda av moraliskt, historiskt och litterärt innehåll.

## Fotnoter
1. 1 2  Aleksandr Pantjenko (red.), Словарь русских писателей XVIII века. Выпуск 2: К—П, Nauka, 1999, ISBN 5-02-028095-X.[källa från Wikidata]